# Magritte de la meilleure actrice
Le Magritte de la meilleure actrice est une récompense décernée depuis 2011 par l'Académie André Delvaux, laquelle décerne également tous les autres Magritte du cinéma.

## Palmarès

### Années 2010
| Année | Actrice             | Film                             |
| ----- | ------------------- | -------------------------------- |
| 2011  | Anne Coesens        | Illégal                          |
| 2011  | Yolande Moreau      | Mammuth                          |
| 2011  | Aylin Yay           | Maternelle                       |
| 2011  | Cécile de France    | Sœur Sourire                     |
| 2012  | Lubna Azabal        | Incendies                        |
| 2012  | Isabelle de Hertogh | Hasta la vista                   |
| 2012  | Cécile de France    | Le Gamin au vélo                 |
| 2012  | Yolande Moreau      | Où va la nuit                    |
| 2013  | Émilie Dequenne     | À perdre la raison               |
| 2013  | Christelle Cornil   | Au cul du loup                   |
| 2013  | Déborah François    | Les Tribulations d'une caissière |
| 2013  | Marie Gillain       | Toutes nos envies                |
| 2014  | Pauline Étienne     | La Religieuse                    |
| 2014  | Astrid Whettnall    | Au nom du fils                   |
| 2014  | Lubna Azabal        | Goodbye Morocco                  |
| 2014  | Déborah François    | Populaire                        |
| 2015  | Émilie Dequenne     | Pas son genre                    |
| 2015  | Ben Riga            | Je te survivrai                  |
| 2015  | Déborah François    | Maestro                          |
| 2015  | Pauline Étienne     | Tokyo fiancée                    |
| 2015  | Manah Depauw        | Welcome Home                     |
| 2016  | Veerle Baetens      | Un début prometteur              |
| 2016  | Christelle Cornil   | Jacques a vu                     |
| 2016  | Yolande Moreau      | Voyage en Chine                  |
| 2016  | Annie Cordy         | Les Souvenirs                    |
| 2017  | Astrid Whettnall    | La Route d'Istanbul              |
| 2017  | Virginie Efira      | Victoria                         |
| 2017  | Marie Gillain       | Mirage d’amour                   |
| 2017  | Jo Deseure          | Un homme à la mer                |
| 2018  | Émilie Dequenne     | Chez nous                        |
| 2018  | Lucie Debay         | King of the Belgians             |
| 2018  | Cécile de France    | Ôtez-moi d'un doute              |
| 2018  | Fiona Gordon        | Paris pieds nus                  |
| 2019  | Lubna Azabal        | Tueurs                           |
| 2019  | Yolande Moreau      | I Feel Good                      |
| 2019  | Cécile de France    | Mademoiselle de Joncquières      |
| 2019  | Natacha Régnier     | Une part d'ombre                 |

### Années 2020
| Année | Actrice          | Film                           |
| ----- | ---------------- | ------------------------------ |
| 2020  | Veerle Baetens   | Duelles                        |
| 2020  | Anne Coesens     | Duelles                        |
| 2020  | Lubna Azabal     | Tel Aviv on Fire               |
| 2020  | Cécile de France | Un monde plus grand            |
| 2022  | Jo Deseure       | Une vie démente                |
| 2022  | Lubna Azabal     | Adam                           |
| 2022  | Virginie Efira   | Adieu les cons                 |
| 2022  | Lucie Debay      | Une vie démente                |
| 2023  | Virginie Efira   | Revoir Paris                   |
| 2023  | Babetida Sadjo   | Juwaa                          |
| 2023  | Lucie Debay      | Lucie perd son cheval          |
| 2023  | Lubna Azabal     | Rebel                          |
| 2024  | Lubna Azabal     | Le Bleu du caftan              |
| 2024  | Lucie Debay      | Le syndrome des amours passées |
| 2024  | Yolande Moreau   | La Fiancée du poète            |
| 2024  | Mara Taquin      | La Petite                      |

## Nominations et récompenses multiples
Troix récompenses et quatre nominations :
- Lubna Azabal :  récompensée en 2012 pour Incendies, en 2019 pour Tueurs et en 2024 pour Le Bleu du caftan, et nommée en 2014 pour Goodbye Morocco, en 2020 pour Tel Aviv on Fire , en 2022 pour Adam et en 2023 pour Rebel.

Trois récompenses :
- Émilie Dequenne : en 2013 pour À perdre la raison, en 2015 pour Pas son genre et en 2018 pour Chez nous.

Deux récompenses et une nomination :
- Virginie Efira : récompensée en 2017 pour Victoria et en 2023 pour Revoir Paris, et nommée en 2022 pour Adieu les cons.

Deux récompenses :
- Veerle Baetens :  récompensée en 2016 pour Un début prometteur et en 2020 pour Duelles.

Une récompense et une nomination :
- Pauline Étienne : récompensée en 2014 pour La Religieuse, et nommée en 2015 pour Tokyo fiancée.
- Astrid Whettnall : récompensée en 2017 pour La Route d'Istanbul, et nommée en 2014 pour Au nom du fils.
- Anne Coesens : récompensée en 2011 pour Illégal, et nommée en 2020 pour Duelles.
- Jo Deseure : récompensée en 2022 pour Une vie démente, et nommée en 2017 pour Un homme à la mer.

Cinq nominations :
- Cécile de France : en 2011 pour Sœur Sourire, en 2012 pour Le Gamin au vélo, en 2018 pour Ôtez-moi d'un doute, en 2019 pour Mademoiselle de Joncquières et en 2020 pour Un monde plus grand.
- Yolande Moreau en 2011 pour Mammuth, en 2012 pour Où va la nuit, en 2016 pour Voyage en Chine, en 2019 pour I Feel Good et en 2024 pour La Fiancée du poète.

Quatre nominations :
- Lucie Debay : en 2018 pour King of the Belgians, en 2022 pour Une vie démente, en 2023 pour Lucie perd son cheval et en 2024 pour Le Syndrome des amours passées.

Trois nominations :
- Déborah François : en 2013 pour Les Tribulations d'une caissière, en 2014 pour Populaire et en 2015 pour Maestro.

Deux nominations :
- Christelle Cornil : en 2013 pour Au cul du loup et en 2016 pour Jacques a vu.
- Marie Gillain : en 2013 pour Toutes nos envies et en 2017 pour Mirage d’amour.